# Uzay-le-Venon
Uzay-le-Venon is een gemeente in het Franse departement Cher (regio Centre-Val de Loire) en telt 383 inwoners (2004). De plaats maakt deel uit van het arrondissement Saint-Amand-Montrond.

## Geografie
De oppervlakte van Uzay-le-Venon bedraagt 34,8 km², de bevolkingsdichtheid is 11,0 inwoners per km².
De onderstaande kaart toont de ligging van Uzay-le-Venon met de belangrijkste infrastructuur en aangrenzende gemeenten.

## Demografie
Onderstaande figuur toont het verloop van het inwonertal (bron: INSEE-tellingen).